# Canton de Dun-le-Palestel
Le canton de Dun-le-Palestel est une circonscription électorale française située dans le département de la Creuse et la région Nouvelle-Aquitaine.
À la suite du redécoupage cantonal de 2014, les limites territoriales du canton sont remaniées. Le nombre de communes du canton passe de 13 à 17.

## Histoire
Le canton s'appelait "canton de Dun-le-Palleteau" jusqu'en 1952.
Un nouveau découpage territorial de la Creuse entre en vigueur à l'occasion des élections départementales de mars 2015, défini par le décret du 17 février 2014, en application des lois du 17 mai 2013 (loi organique 2013-402 et loi 2013-403). Les conseillers départementaux sont, à compter de ces élections, élus au scrutin majoritaire binominal mixte. Les électeurs de chaque canton élisent au Conseil départemental, nouvelle appellation du Conseil général, deux membres de sexe différent, qui se présentent en binôme de candidats. Les conseillers départementaux sont élus pour 6 ans au scrutin binominal majoritaire à deux tours, l'accès au second tour nécessitant 12,5 % des inscrits au 1er tour. En outre la totalité des conseillers départementaux est renouvelée. Ce nouveau mode de scrutin nécessite un redécoupage des cantons dont le nombre est divisé par deux avec arrondi à l'unité impaire supérieure si ce nombre n'est pas entier impair, assorti de conditions de seuils minimaux. Dans la Creuse, le nombre de cantons passe ainsi de 27 à 15. Le nombre de communes du canton de Dun-le-Palestel passe de 13 à 17.
Le nouveau canton de Dun-le-Palestel est formé de communes des anciens cantons de La Souterraine (3 communes), de Dun-le-Palestel (13 communes) et de Bonnat (1 commune). Le canton est entièrement inclus dans l'arrondissement de Guéret. Le bureau centralisateur est situé à Dun-le-Palestel.

## Géographie
Ce canton est organisé autour de Dun-le-Palestel dans l'arrondissement de Guéret. Son altitude varie de 197 m (Crozant) à 546 m (Saint-Sulpice-le-Dunois) pour une altitude moyenne de 306 m.

## Représentation

### Conseillers généraux de 1833 à 2015
| Période | Période          | Identité                                          | Étiquette           | Qualité                                                                                   |
| ------- | ---------------- | ------------------------------------------------- | ------------------- | ----------------------------------------------------------------------------------------- |
| 1833    | 1852             | François Lassarre                                 | Droite              | Juge au Tribunal civil de Guéret Représentant du peuple (1848-1849)                       |
| 1852    | 1877             | Jules Merle de la Brugière, Comte de Laveaucoupet | Droite              | Général de division Maire de Saint-Sulpice-le-Dunois                                      |
| 1877    | 1886 (démission) | Auguste Lacôte                                    | Républicain         | Docteur en médecine à Dun-le-Palleteau Député (1881-1898)                                 |
| 1886    | 1895             | Edme Poissonnier                                  | Républicain         | Notaire - Maire de Dun-le-Palleteau (1886-1888)                                           |
| 1895    | 1913             | Benjamin Pierre Alexandre Gauvin                  | Républicain         | Propriétaire à La Quénière, commune de Villard                                            |
| 1913    | 1919 (démission) | Gaston Treignier                                  | Républicain radical | Magistrat, maire de Crozant Député (1914-1919) Nommé juge au Tribunal de la Seine en 1919 |
| 1919    | 1921 (décès)     | François Emile Gabriel Lansade                    |                     | Officier d'infanterie puis négociant Propriétaire à Villard, Dun-le-Palleteau             |
| 1921    | 1935 (décès)     | Pierre Emile Duchier                              | RG                  | Maire de Saint-Sulpice-le-Dunois                                                          |
| 1935    | 1940             | Frédéric Briquet                                  | Rad.                | Maire de Naillat (1925-1944), conseiller d'arrondissement                                 |
|         |                  |                                                   |                     |                                                                                           |
| 1945    | 1958             | Armand Pinot                                      | Rad. puis SE        | Cultivateur, maire de Villard                                                             |
| 1958    | 1976             | Eugène Caillaud (1905-2000)                       | SFIO puis PS        | Maire de Dun-le-Palestel (1944-?) Médaille de la Résistance                               |
| 1976    | 1988             | Pierre Delille                                    | DVD puis RPR        | Notaire à Dun-le-Palestel                                                                 |
| 1988    | 2001             | Roland Aupetit                                    | RPR                 | Médecin Maire adjoint de Dun-le-Palestel (Maire de 2001 à 2005)                           |
| 2001    | 2008             | Jean-Claude Dugenest                              | PS                  | Maire de Fresselines (1989-2014)                                                          |
| 2008    | 2015             | Laurent Daulny                                    | UMP                 | Employé Maire de Dun-le-Palestel depuis 2005                                              |

### Conseillers d'arrondissement (de 1833 à 1940)
Le canton de Dun avait deux conseillers d'arrondissement au XIXe siècle, jusqu'en 1895.
| Période                                  | Période | Identité                                | Étiquette   | Qualité |
| ---------------------------------------- | ------- | --------------------------------------- | ----------- | --- |
| 1833                                     | 1839    | Claude Louis Adam du Morlon (1796-1870) |             | Ancien officier d'infanterie, propriétaire à Dun-le-Palleteau                                               |
| 1833                                     | 1848    | Benjamin Eugène Goguyer                 |             | Notaire à Dun-le-Palleteau                                                                                  |
| 1839                                     | 1848    | Félix Peschant (1794-1857)              |             | Cultivateur propriétaire, adjoint au maire de Chéniers                                                      |
|                                          |         |                                         |             | |
| 1883                                     |         | Pierre Boudot                           |             | Maire de Crozant                                                                                            |
| 1889                                     |         | M. Morin                                | Républicain | |
|                                          |         |                                         |             | |
| 1901                                     |         | M. Gauvin                               | Républicain | |
| 1919                                     |         | M. Perrot                               | Rad.        | |
|                                          | 1935    | Frédéric Briquet                        | Rad.        | Maire de Naillat                                                                                            |
| Oct.1935                                 | 1940    | M. Perrot                               | Rad.        | |
| 1940                                     |         |                                         |             | Les conseils d'arrondissement ont été suspendus par la loi du 12 octobre 1940 et n'ont jamais été réactivés |
| Les données manquantes sont à compléter. |         |                                         |             | |

### Conseillers départementaux après 2015
| Période élective | Période élective | Mandat | Mandat   | Identité       | Nuance | Nuance | Qualité |
| ---------------- | ---------------- | ------ | -------- | -------------- | ------ | ------ | --- |
| 2015             | 2021             | 2015   | 2021     | Laurent Daulny |        | LR     | Ancien pompier de Paris Maire de Dun-le-Palestel Vice-Président du Conseil départemental chargé de l'éducation, du sport, du patrimoine et de la culture         |
| 2015             | 2021             | 2015   | 2021     | Hélène Faivre  |        | LR     | Cadre d'entreprise Première adjointe au Maire de Maison-Feyne Vice-Présidente du Conseil départemental chargée des infrastructures, du transport et du numérique |
| 2021             | 2028             | 2021   | en cours | Laurent Daulny |        | LR     | Conseiller sortant |
| 2021             | 2028             | 2021   | en cours | Hélène Faivre  |        | LR     | Conseillère sortante, professeure d'économie en lycée, 6ème Vice-Présidente chargée du numérique et des mobilités                                                |

### Résultats détaillés

#### Élections de mars 2015
Lors des élections départementales de 2015, le binôme composé de Laurent Daulny et Hélène Faivre (UMP) est élu au 1er tour avec 51,89 % des suffrages exprimés, devant le binôme composé de Jean-Claude Carpentier et Cécile Fortineau (PS) (21,89 %). Le taux de participation est de 57,03 % (3 838 votants sur 6 730 inscrits) contre 58,65 % au niveau départementalet 50,17 % au niveau national.

#### Élections de juin 2021
Le premier tour des élections départementales de 2021 est marqué par un très faible taux de participation (33,26 % au niveau national). Dans le canton de Dun-le-Palestel, ce taux de participation est de 38,58 % (2 426 votants sur 6 289 inscrits) contre 39,51 % au niveau départemental. À l'issue de ce premier tour, deux binômes sont en ballottage : Laurent Daulny et Hélène Faivre (DVD, 63,74 %) et Jean Claude Carpentier et Simone Riollet-Gorsic (Union à gauche, 22,81 %).
Le second tour des élections est marqué une nouvelle fois par une abstention massive équivalente au premier tour. Les taux de participation sont de 34,3 % au niveau national, 40,97 % dans le département et 38,87 % dans le canton de Dun-le-Palestel. Laurent Daulny et Hélène Faivre (DVD) sont élus avec 68,59 % des suffrages exprimés (1 537 voix pour 2 445 votants et 6 291 inscrits),,. 

## Composition

### Composition avant 2015
Le canton de Dun-le-Palestel regroupait treize communes.
| Nom                     | Code Insee | Codepostal | Superficie (km2) | Population (dernière pop. légale) | Densité (hab./km2) |
| ----------------------- | ---------- | ---------- | ---------------- | --------------------------------- | ------------------ |
| La Celle-Dunoise        | 23039      | 23800      | 29,11            | 586 (2012)                        | 20                 |
| La Chapelle-Baloue      | 23050      | 23160      | 8,68             | 140 (2012)                        | 16                 |
| Colondannes             | 23065      | 23800      | 10,70            | 282 (2012)                        | 26                 |
| Crozant                 | 23070      | 23160      | 30,52            | 487 (2012)                        | 16                 |
| Dun-le-Palestel         | 23075      | 23800      | 9,81             | 1 158 (2012)                      | 118                |
| Fresselines             | 23087      | 23450      | 30,78            | 559 (2012)                        | 18                 |
| Lafat                   | 23103      | 23800      | 21,28            | 376 (2012)                        | 18                 |
| Maison-Feyne            | 23117      | 23800      | 13,27            | 301 (2012)                        | 23                 |
| Naillat                 | 23141      | 23800      | 36,23            | 675 (2012)                        | 19                 |
| Sagnat                  | 23166      | 23800      | 11,81            | 200 (2012)                        | 17                 |
| Saint-Sébastien         | 23239      | 23160      | 24,98            | 689 (2012)                        | 28                 |
| Saint-Sulpice-le-Dunois | 23244      | 23800      | 30,85            | 665 (2012)                        | 22                 |
| Villard                 | 23263      | 23800      | 16,37            | 354 (2012)                        | 22                 |

### Composition à partir de 2015
Le nouveau canton de Dun-le-Palestel comprend dix-sept communes entières.
| Nom                                     | Code Insee | Intercommunalité      | Superficie (km2) | Population (dernière pop. légale) | Densité (hab./km2) | Modifier                                    |
| --------------------------------------- | ---------- | --------------------- | ---------------- | --------------------------------- | ------------------ | ------------------------------------------- |
| Dun-le-Palestel (bureau centralisateur) | 23075      | CC du Pays Dunois     | 9,81             | 1 086 (2022)                      | 111                | modifier les données · modifier les données |
| Azerables                               | 23015      | CC du Pays Sostranien | 39,44            | 803 (2022)                        | 20                 | modifier les données · modifier les données |
| Bazelat                                 | 23018      | CC du Pays Sostranien | 13,43            | 229 (2022)                        | 17                 | modifier les données · modifier les données |
| La Celle-Dunoise                        | 23039      | CC du Pays Dunois     | 29,11            | 532 (2022)                        | 18                 | modifier les données · modifier les données |
| La Chapelle-Baloue                      | 23050      | CC du Pays Dunois     | 8,68             | 118 (2022)                        | 14                 | modifier les données · modifier les données |
| Colondannes                             | 23065      | CC du Pays Dunois     | 10,70            | 288 (2022)                        | 27                 | modifier les données · modifier les données |
| Crozant                                 | 23070      | CC du Pays Dunois     | 30,52            | 433 (2022)                        | 14                 | modifier les données · modifier les données |
| Fresselines                             | 23087      | CC du Pays Dunois     | 30,78            | 501 (2022)                        | 16                 | modifier les données · modifier les données |
| Lafat                                   | 23103      | CC du Pays Dunois     | 21,28            | 319 (2022)                        | 15                 | modifier les données · modifier les données |
| Maison-Feyne                            | 23117      | CC du Pays Dunois     | 13,27            | 284 (2022)                        | 21                 | modifier les données · modifier les données |
| Naillat                                 | 23141      | CC du Pays Dunois     | 36,23            | 667 (2022)                        | 18                 | modifier les données · modifier les données |
| Nouzerolles                             | 23147      | CC du Pays Dunois     | 8,17             | 97 (2022)                         | 12                 | modifier les données · modifier les données |
| Sagnat                                  | 23166      | CC du Pays Dunois     | 11,81            | 195 (2022)                        | 17                 | modifier les données · modifier les données |
| Saint-Germain-Beaupré                   | 23199      | CC du Pays Sostranien | 17,06            | 355 (2022)                        | 21                 | modifier les données · modifier les données |
| Saint-Sébastien                         | 23239      | CC du Pays Dunois     | 24,98            | 629 (2022)                        | 25                 | modifier les données · modifier les données |
| Saint-Sulpice-le-Dunois                 | 23244      | CC du Pays Dunois     | 30,85            | 570 (2022)                        | 18                 | modifier les données · modifier les données |
| Villard                                 | 23263      | CC du Pays Dunois     | 16,37            | 381 (2022)                        | 23                 | modifier les données · modifier les données |
| Canton de Dun-le-Palestel               | 2307       |                       | 352,49           | 7 487 (2022)                      | 21                 | modifier les données                        |

## Démographie

### Démographie avant 2015
| 1962   | 1968  | 1975  | 1982  | 1990  | 1999  | 2006  | 2011  | 2012  |
| ------ | ----- | ----- | ----- | ----- | ----- | ----- | ----- | ----- |
| 10 160 | 9 648 | 8 828 | 7 967 | 7 132 | 6 575 | 6 536 | 6 569 | 6 472 |

### Démographie depuis 2015
En 2022, le canton comptait 7 487 habitants, en évolution de −4,14 % par rapport à 2016 (Creuse : −3,32 %, France hors Mayotte : +2,11 %).
| 2013  | 2018  | 2022  |
| ----- | ----- | ----- |
| 8 079 | 7 633 | 7 487 |